# Spannungsfall
Der Spannungsfall ist in der Bundesrepublik Deutschland die Vorstufe des Verteidigungsfalls. Die Erklärung des Spannungsfalls durch den Deutschen Bundestag im Falle einer schweren außenpolitischen Konfliktsituation schafft die Voraussetzung für die Anwendbarkeit für diesen Fall vorbehaltener Rechtsvorschriften, insbesondere der Sicherstellungsgesetze. Der Spannungsfall ist in Art. 80a Grundgesetz (GG) geregelt. Er soll eine gesteigerte Verteidigungsfähigkeit ermöglichen.

## Voraussetzungen
Die Feststellung des Spannungsfalles setzt eine Spannungslage im Sinne einer außenpolitischen Konfliktsituation voraus, die mit großer/erheblicher Wahrscheinlichkeit zu einem bewaffneten Angriff auf die Bundesrepublik Deutschland führen wird. Im Vergleich erfordert der Verteidigungsfall eine mit an Sicherheit grenzende Wahrscheinlichkeit. Der Bundestag genießt jedoch bei der Feststellung des Spannungsfalls einen erheblichen politischen Einschätzungs- und Beurteilungsspielraum. Der genuin politische Charakter der Prognoseentscheidung entzieht sich weitgehend einer Überprüfung oder Korrektur durch das Bundesverfassungsgericht, die sich auf eine Missbrauchskontrolle beschränkt. Der Bundestag ist zur Feststellung des Spannungsfalls nicht verpflichtet. So kann er innen- wie außenpolitisch deeskalieren, indem er sich gegen einen Ausnahmezustand und für eine verfassungsrechtliche Normallage entscheidet. Angesichts neuartiger Bedrohungspotenziale werden als Voraussetzung nicht nur militärische Kriegsgefahren, sondern auch moderne Spannungslagen etwa durch konkrete terroristische oder staatsterroristische Bedrohungen anerkannt.
Der Verteidigungsfall bedingt nicht der vorherigen Feststellung des Spannungsfalles. Der Spannungsfall geht in den Verteidigungsfall über, wenn der Verteidigungsfall festgestellt wird oder bei Angriff mit Waffengewalt auf das Bundesgebiet die Feststellung als getroffen gilt.

## Feststellungsverfahren
Die Feststellung des Spannungsfalls bedarf der Zweidrittelmehrheit der abgegebenen Stimmen im Bundestag. Das Initiativrecht liegt sowohl bei der Bundesregierung als auch beim Bundestag. Der Bundesrat hat, anders als beim Verteidigungsfall, keine Mitwirkungsbefugnisse. Die Feststellung wird grundsätzlich vom Bundespräsidenten im Bundesgesetzblatt verkündet. Ist dies nicht rechtzeitig möglich, so erfolgt die Verkündung in anderer Weise und ist im Bundesgesetzblatt nachzuholen, sobald es die Umstände zulassen.
Der Bundestag kann den Spannungsfall mit einfacher Mehrheit für beendet erklären. Damit endet die Anwendbarkeit der entsprechenden Rechtsvorschriften. Sind die Voraussetzungen des Spannungsfalls erkennbar entfallen, ist der Bundestag zur Erklärung der Beendigung des Spannungsfalls verpflichtet.

## Rechtsfolgen
Im Spannungsfall werden die Rechtsvorschriften anwendbar, die dem Anwendungsvorbehalt des Spannungs- und Verteidigungsfalls unterliegen. Dies sind insbesondere die Sicherstellungsgesetze. Ebenso leben im Spannungsfall (wie auch im Verteidigungsfall) die Pflichtdienste für Wehrpflichtige nach dem Wehrpflichtgesetz (§ 2) auf.
Der Bundestag kann jederzeit zur Korrektur exekutiven Handelns im äußeren Notstand die Aufhebung oder Aussetzung von Maßnahmen aufgrund der Anwendbarkeit von Notstandsvorschriften verlangen.

## Systematik
Neben dem Spannungsfall normiert das Grundgesetz als Fälle des äußeren Notstands den Zustimmungsfall (Art. 80a Absatz 1 Satz 1 2. Alternative GG), den Verteidigungsfall (Art. 80a Absatz 1 Satz 1 2. Alternative Art. 115a bis 115l GG) und den Bündnisfall (Art. 80a Absatz 3 GG). Im Zustimmungsfall entsperrt der Bundestag einzelne die für den Spannungs- und Verteidigungsfall erlassenen Rechtsvorschriften.
Spannungs- und Verteidigungsfall sind systematisch auffällig in unterschiedlichen Abschnitten des Grundgesetzes geregelt.

## Geschichte
Der Spannungsfall wurde im Rahmen der Notstandsverfassung 1968 ins Grundgesetz eingefügt. In der Geschichte der Bundesrepublik Deutschland wurde bisher weder der Spannungs- noch der Verteidigungsfall festgestellt.

## Kritik
Die fehlende Legaldefinition des Begriffs des Spannungsfalls wird kritisiert. Sie ermöglicht dem Parlament aber andererseits ein flexibleres Instrumentarium für das sicherheitspolitische Krisenmanagement.